# Zofia Nałkowska

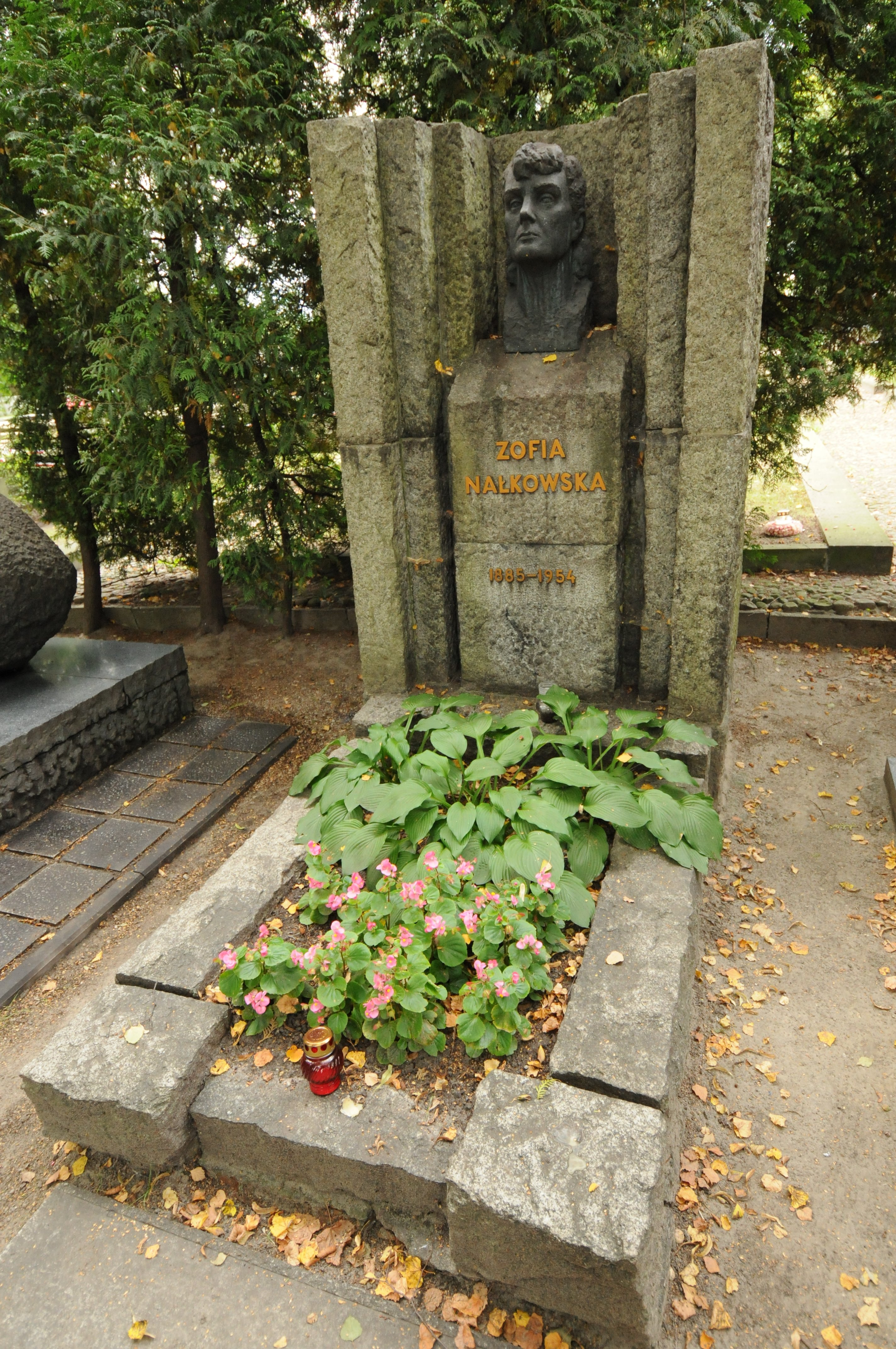
Zofia Nalkowskas grav på Powązki kyrkogård i Warszawa.

Zofia Nałkowska, född 10 november 1884 i Warszawa, död 17 december 1954 i Warszawa, var en polsk författare, dramatiker och kvinnorättsaktivist.  

## Biografi
Nałkowska föddes i en intellektuell familj med intresse för frågor om social rättvisa, och studerade vid det hemliga flygande universitetet i Warszawa, som då var en del av Kejsardömet Ryssland. Hon debuterade som poet vid 14 års ålder med en novell i en tidskrift. Hon utgav sin första roman, Kobiety ("Kvinnor"), 1904 och blev senare en av landets mest framstående feministiska författare av romaner, noveller och pjäser karaktäriserade av sin realism och sitt psykologiska djup. Bland annat romanerna Romans Teresy Hennert ("Teresa Hennerts romans", 1923) och Granica ("Gräns", 1935) rönte stora framgångar. 1933–39 var hon medlem i Polska litteraturakademien, och 1947 valdes hon in som ledamot i Sejmen.
Idag är Nałkowska mest känd för novellsamlingen Medaljonger (Medaliony, 1947), vars åtta noveller på ett nedtonat, distanserat språk beskriver fruktansvärda människoöden under Nazitysklands ockupation av Polen. Materialet till novellerna fick hon under sitt arbete i en kommission som dokumenterade de tyska krigsförbrytelserna i Polen under andra världskriget.

## Utmärkelser
Nedslagskratern Nalkowska på planeten Venus är uppkallad efter henne.